# Pedro Galindo
Pedro Galindo Galarza (* 16. August 1906 in Mexiko-Stadt; † 8. Oktober 1989) war ein mexikanischer Sänger, Komponist, Schauspieler und Filmproduzent.
Galindo komponierte zahlreiche Lieder in unterschiedlichem Stil – vom Ranchera bis zum Bolero. Berühmt wurde La Malagueña, ein Song, den er mit Elpidio Ramírez Burgos schrieb und den Quentin Tarantino im Soundtrack seines Films Kill Bill verwendete. Erfolgreich wurden auch Virgen de Medianoche in der Interpretation von Daniel Santos und Viva México, das häufig am 16. September, dem Unabhängigkeitstag Mexikos, gespielt wird. Mit den Brüdern Nicandro und Roque Castillo und Elpidio Ramírez gründete er 1933 die Gruppe Los Trovadores Chinacos.
Daneben produzierte Galindo fast siebzig Filme, darunter einige mit dem Kameramann Gabriel Figueroa und mit dem Regisseur Emilio Fernández. Zu mehr als dreißig Filmen komponierte er den Soundtrack, und an etwa ebenso vielen wirkte er als Schauspieler mit.